# Удалов, Павел Витальевич
Павел Витальевич Удалов (25 января 1983, Усть-Каменогорск, Казахская ССР, СССР) — казахстанский футболист, нападающий, ныне тренер.

## Карьера игрока
Воспитанник усть-каменогорского футбола. Его заметил в 1998 году главный тренер «Востока» Сергей Гороховодацкий. Дебютировал в Высшей лиге чемпионата Казахстана в 2000 году, трижды выйдя на поле. Со следующего сезона стал игроком основного состава  «Востока». 4 июля 2001 года в Астане в матче против чемпиона страны «Жениса» 18-летний форвард открыл счёт своим голам, забив мяч в ворота вратаря сборной РК Давида Лория. В 2003 году команда разгромила уральский «Акжайык» 7:2, а Удалов сделал свой первый хет-трик. За 4 сезона (2001-2004) в 102 играх забил 24 гола. В это время однажды привлекался в сборную Казахстана Сергеем Тимофеевым на товарищескую игру с молодёжной сборной РК.
В сезоне 2005 года уехал играть за кокчетавский «Окжетпес»  . В 22 играх отметился 5 раз.
Затем его вернули в Усть-Каменогорск. За 4 сезона (2006-2009) вышел на поле 80 раз и забил 16 голов. 
Но сезон 2010 года ФК «Восток» проводит в Первой лиге и уверенно выигрывает её . Из 91 гола команды 17 забил Удалов. 
Клуб вернулся в Высшую лигу, но в 26 играх сезона-2011 Павел забил лишь 2 гола. По итогам сезона клуб снова вылетел в Первую лигу. 
В сезоне-2012 Первой лиги Удалов в 29 играх забил 5 мячей. Команда сумела вернуться в Высшую лигу .
В чемпионате 2013 года в 21 игре Павел забил только два гола. Команда опять вылетела в Первую лигу. 
В сезонах 2014 и 2015 сыграл за клуб 33 игры, забил три гола, но команда заняла 6 и 2 места и вернуться в Премьер-лигу не удалось. И в 33 года Удалов повесил бутсы на гвоздь.
Всего футболист провёл в Высшей лиге КПЛ 254 матча и забил 49 голов, из них 232 матча и 44 гола за родной «Восток». А в Первой лиге сыграл за «Восток» 93 игры и забил 25 голов.

## Карьера тренера
Завершив  карьеру игрока в 2015 году, работал детским тренером в футбольной Академии «Алтай», одновременно прошёл обучение в Техническом центре Федерации футбола Казахстана по тренерской категории «А» для футболистов с большим игровым стажем . 
В 2018 году стал старшим тренером молодёжного футбольного клуба Академии «Алтай-2000» . 
В апреле 2019 года назначен ассистентом главного тренера команды Второй лиги «Алтай М» Сергея Салия .